# Şeref Eroğlu
Pour les articles homonymes, voir Eroğlu.
Şeref Eroğlu est un lutteur turc spécialiste de la lutte gréco-romaine né le 25 novembre 1975 à Kahramanmaraş.

## Biographie
Lors des Jeux olympiques d'été de 2004 se tenant à Athènes, il remporte la médaille d'argent en combattant dans la catégorie des -66 kg. Il remporte également le titre mondial lors des Championnats du monde de 1997 et la médaille d'argent lors des Championnats du monde de 1998. Lors des Championnats d'Europe de 2000, il remporte le titre quatre fois (1994, 1996, 1998, 2001) et la médaille d'argent en 1997.